# Patty Loveless
Patty Loveless, nata Patricia Lee Ramey (Pikeville, 4 gennaio 1957), è una cantante statunitense.

## Biografia
Nata in Kentucky, ha esordito nel 1986 con un album omonimo. Da allora è considerata una dei più importanti esponenti del movimento "neotraditional country". Ha registrato anche album pop e bluegrass. Dal 1998 è stata membro del Grand Ole Opry. Quattro dei suoi album sono stati certificati disco di platino.

## Premi
Nel corso della sua carriera ha vinto due Academy of Country Music (1996 e 1997) nella categoria "Artista femminile", un American Music Award (1989), tre Country Music Association, due Grammy Awards (1998 come miglior collaborazione country vocale e 2011 come miglior album bluegrass) e altri premi.

## Discografia
- 1986 – Patty Loveless
- 1988 – If My Heart Had Windows
- 1988 – Honky Tonk Angel
- 1990 – On Down the Line
- 1991 – Up Against My Heart
- 1993 – Only What I Feel
- 1994 – When Fallen Angels Fly
- 1996 – The Trouble with the Truth
- 1997 – Long Stretch of Lonesome
- 2000 – Strong Heart
- 2001 – Mountain Soul
- 2002 – Bluegrass & White Snow: A Mountain Christmas
- 2003 – On Your Way Home
- 2005 – Dreamin' My Dreams
- 2008 – Sleepless Nights
- 2009 – Mountain Soul II